# France Télévisions
France Télévisions verzorgt de publieke televisie-uitzendingen in Frankrijk. De voornaamste inkomstenbronnen zijn kijk- en luistergeld, maar ook reclame. Het bedrijf is aangesloten bij EBU-UER. Er werken ongeveer 11.400 mensen en het hoofdkantoor is gevestigd in Parijs.

## Zenders
- France 2, grootste zender van France Télévisions
- France 3, zender met het beste van de regionale omroepen
- France 4, alleen digitaal te ontvangen, richt zich op kunst, muziek en entertainment
- France 5, richt zich op arbeid, onderwijs en gezondheid. Voornamelijk cultuur, talkshows en documentaires
- France Info, 24 uursnieuwszender. Tussen 00.00 en 06.00 uur wordt France 24 doorgegeven
- La 1ère, radio- en televisie-uitzendingen voor de Franse overzeese gebieden (DOM-TOM)
- France Ô, voormalige televisiezender met de programma's van 1ère, alleen dan uitgezonden in Frankrijk zelf

### Internationaal
- France 24, nieuwszender, zowel in het Frans als Engels
- TV5MONDE, wereldomroep waarvan France Télévisions voor 49% eigenaar is
- Euronews en Africanews, nieuwszenders waarvan France Télévisions voor 10,73% eigenaar is
- ARTE, Frans / Duitse cultuurzender, waarvan France Télévisions voor 45% eigenaar is

### Internet
France Télévisions beheert verschillende websites, zoals France.tv, France Info, France.tv Sport, Géopolis, Culturebox, France.tv éducation, Studio 4, Okoo en France.tv Slash.